# روانی ۳
روانی ۳ (به انگلیسی: Psycho III) فیلمی محصول سال ۱۹۸۶ و به کارگردانی آنتونی پرکینز است. در این فیلم بازیگرانی همچون آنتونی پرکینز، دیانا اسکاروید، جفری‌دیوید فاهی، رابرتا مکسول، لی گارلیگتون، دونووان اسکات و جنت لی ایفای نقش کرده‌اند.
این فیلم دنباله فیلم‌های روانی و روانی ۲ است و دنباله این فیلم روانی ۴: آغاز است.

## داستان
در سال ۱۹۸۲ ، نورمن بیتس در متل بیتس کار می کند و با جسد حفظ شده اما اسپول ، پیشخدمت که به او گفت مادر واقعی او است زندگی می کند. وقتی اسپول پس از یک ماه ناپدید می شود ، رالف استاتلر ، رئیس سابق نورمن و مجری قانون محلی نگران می شوند. به دوان دوک ، موسیقیدانی سست و ناامید که به دنبال پول است ، کار دستیار مدیر در متل پیشنهاد می شود. تریسی ونابل ، روزنامه نگار اهل لس آنجلس ، روی مقاله ای در مورد قاتلان زنجیره ای کار می کندآزاد شدن از زندان تریسی با اعتقاد به اینکه نورمن دوباره می کشد ، در سفره خانه ای که کار می کند ظاهر می شود و سعی می کند با او صحبت کند. نورمن با او صحبت می کند اما وقتی مورین کویل ، راهبه جوان و بی ثبات سابق وارد می شود ، حواس او پرت می شود. مورین شبیه قربانی سابق خود ، ماریون کرین است . نورمن با دیدن حروف اولیه "موریس اشر" روی چمدانش وحشت می کند و غذاخوری را ترک می کند.
"مادر" همان شب وارد حمام مورین می شود و قصد دارد او را بکشد ، اما متوجه می شود که مچ دستش را بریده است. شوک ناشی از این امر باعث می شود نورمن شخصیت خود را مجدداً تأیید کند در حالی که مورین با هذیان اشتباه می کند "مادر" چاقویی را برای مریم مقدس در دست گرفته است و صلیب را در دست دارد. نورمن مورین را به بیمارستان می آورد و به او پیشنهاد می دهد تا زمانی که لازم است بماند. پس از آزادی او ، یک رابطه عاشقانه آغاز می شود. در آن شب ، دوک دختری به نام رد را در یک بار می گیرد ، اما پس از اینکه رد مشخص می کند که او بیش از یک فرار می خواهد ، دوک او را رد می کند. رد سعی می کند با تاکسی تماس بگیرد ، اما "مادر" درب غرفه تلفن را خرد می کند و قرمز را با چاقو کشته می کند. روز بعد ، گردشگران به متل می آیند و قصد دارند فوتبال تماشا کنندبازی تریسی آپارتمان اسپول را جستجو می کند و شماره تلفن متل را که بارها روی جلد مجله نوشته شده است کشف می کند.